# Dluhová spirála
Dluhová spirála (také dluhová past) je stav v rodinném rozpočtu a osobních financích nebo i situace státního rozpočtu, při kterém postupné zadlužování může vést k neschopnosti splácet jednotlivé zápůjčky a úvěry.
Dlužníci jako fyzické osoby tuto situaci řeší novými zápůjčkami nebo úvěry většinou s horšími podmínkami, prostřednictvím kterých se pokoušejí splácet své předchozí závazky.
Stejná situace jako u fyzických osob, tedy řešení půjčky další půjčkou, je u států běžným jevem, prakticky platí pouze úroky z dluhu a při blížící se konci splatnosti dluhopisu stát vydá dluhopisy nové a těmi zaplatí ty staré. Úrok je potom diktován globálními finančními trhy a závisí na schopnosti tvorby bohatství (HDP), tedy schopnosti splácet, dané země.
Měsíční výše jejich splátek neustále roste, tím se situace dále zhoršuje a často vede až k osobnímu bankrotu. Mezi nejohroženější skupiny obyvatel patří lidé s nižšími příjmy.
V případě státního celku pravidelná platba úroků neustále roste a kumuluje se a může vyústit až ve státní bankrot. Nejohroženější jsou státy z dlouhodobou nezodpovědnou fiskální politikou. Příkladem byla dluhová krize v Řecku.
Na rozdíl od jednotlivce, ale mají státy k dispozici mocnou zbraň v podobě možnosti tvorby nových peněz. V případě měnových unií (eurozóna) dochází k transferům od bohatších členů unie k těm chudším.

## Příčiny dluhové spirály
Do dluhové spirály se lidé mohou dostat z několika důvodů. Mezi vnitřní důvody patří především vlastní předlužení se, kdy má dlužník více úvěrů, než je schopen splácet. Většinou jde o kombinaci více typů úvěrů, jako jsou nákupy zboží na splátky, hotovostní úvěry a kreditní karty. Lidé mnohdy nerozumně uzavírají úvěry, jejichž měsíční splátky jsou vyšší, než si mohou dovolit platit. Často také přecení svou finanční situaci a své budoucí příjmy.
Někteří lidé se mohou zadlužit svou závislostí na hraní hazardních her (gamblerstvím), rostoucí finanční problémy se snaží vyřešit další účastí ve hře, berou si úvěry, které nesplácí a vytvářejí tak bludný kruh.
Mezi vnější příčiny dluhové pasti patří hlavně ztráta zaměstnání, dlouhodobá nemoc, rozvod, úmrtí partnera atd. Dlužníci mají jeden nebo několik úvěrů, které například po ztrátě zaměstnání nejsou schopní splácet. Proto opět uzavírají nové úvěry, aby mohli zaplatit své staré splátky.
Příčina dluhové spirály států je v dlouhodobé nezodpovědné fiskální politice, tedy tvorba každoročních vysokých deficitů veřejných financí.

## Vývoj dluhové spirály
Lidé se do dluhové spirály dostávají tím, že si berou stále více úvěrů, ty nejnovější používají na splátky starších úvěrů. Přitom novější úvěry jsou již méně výhodné než ty předchozí, tedy i náklady na měsíční splátky rostou stále nahoru. Taková situace je dlouhodobě neudržitelná a končí neschopností splácet jednotlivé úvěry. Často je jediným řešením osobní bankrot.